# Hear Me
Hear Me je píseň od americké indie rockové hudební skupiny Imagine Dragons, která je původně psaná pro jejich druhé extended play s názvem Hell and Silence, kde se objevuje jako v pořadí třetí stopa. Píseň byla znovu nahrána pro jejich debutové studiové album Night Visions. Umístila se na 37. místě v hitparádě UK Singles Chart.

## Živá vystoupení
Imagine Dragons píseň poprvé živě zazpívali až na svém podzimním turné v roce 2012, ve kterém se příležitostně hrála na začátku koncertu. Od té doby zazněla už na každém koncertě a to v polovině koncertu, po písních "Cha-Ching (Till We Grow Older)" nebo "Round and Round".

## Užití v médiích
Skladba se objevila na soundtracku k celovečernímu filmu Answers to Nothing z roku 2011. Také se příležitostně objevila v reality show televize MTV s názvem The Real World: Las Vegas.

## Tracklist
CD
| Pořadí | Název           | Délka |
| ------ | --------------- | ----- |
| 1.     | Hear Me         | 3:55  |
| 2.     | Round and Round | 3:17  |

## Umístění v hitparádách
| Žebříček (2012)               | Nejvyšší umístění |
| ----------------------------- | ----------------- |
| UK Singles (UK Singles Chart) | 37                |

## Datum vydání
| Oblast             | Datum              | Formát | Vydavatelství      |
| ------------------ | ------------------ | ------ | ------------------ |
| Irsko              | 24. listopadu 2012 | CD     | Interscope Records |
| Spojené království | 24. listopadu 2012 | CD     | Interscope Records |